# Seine Sekretärin
Seine Sekretärin (Originaltitel: Wife vs. Secretary) ist eine US-amerikanische Filmkomödie aus dem Jahr 1936. Unter der Regie von Clarence Brown sind Clark Gable, Jean Harlow und Myrna Loy in den Hauptrollen zu sehen. Als literarische Vorlage diente der Roman Wife vs. Secretary von Faith Baldwin.

## Handlung
Seit drei Jahren sind der in New York ansässige Zeitungsverleger Van und seine Frau Linda glücklich miteinander verheiratet. Sowohl Vans Mutter Mimi als auch Freunde von Linda hegen jedoch den Verdacht, dass Vans attraktive Sekretärin Whitey über kurz oder lang Van zu einer Affäre verführen wird. Linda ist entschlossen, derlei Andeutungen keinen Glauben zu schenken, denn sie vertraut ihrem Ehemann. 
Anders verhält es sich mit Whiteys Verlobtem Dave, der wegen Whiteys Bewunderung für ihren Chef umgehend eifersüchtig wird. Er drängt Whitey daher umso mehr, ihn endlich zu heiraten. Doch anstatt einen Hochzeitstermin festzusetzen, löst Whitey ihre Verlobung mit Dave und stürzt sich lieber in die Arbeit. Sie will Van dabei helfen, einen geheimen Handel mit dem Medienmogul Underwood abzuschließen, bevor ein anderer Verleger Van zuvorkommt. Zu diesem Zweck verheimlicht Van seine geschäftlichen Pläne selbst vor Linda, was diese zunehmend misstrauisch stimmt.
Bei einem von Vans Verlag organisierten Schlittschuhlaufen wird Linda schließlich doch eifersüchtig. Sie bittet Van, Whitey in eine andere Abteilung zu versetzen, und gerät mit ihm in Streit. Sie versöhnen sich noch in derselben Nacht. Um sein Geschäft mit Underwood abzuschließen, muss Van nach Havanna fahren. Aus Geheimhaltungsgründen möchte er jedoch nicht, dass Linda ihn begleitet.
Am Ziel seiner Geschäftsreise angekommen, lässt Van angesichts des immensen Papierkrams Whitey nachkommen. Gemeinsam arbeiten sie Tag und Nacht, und Van vergisst dabei, wie versprochen seine Frau anzurufen. Nachdem der Handel mit Underwood erfolgreich abgeschlossen ist, stoßen Van und Whitey auf ihren Triumph an. Obwohl sie sich dabei stark zueinander hingezogen fühlen, können sie sich letztlich widerstehen. Als jedoch Linda um zwei Uhr nachts anruft und Whitey den Telefonhörer abnimmt, ist Linda vollends von Vans Untreue überzeugt.
Van kehrt wenig später nach New York zurück, wo Linda bereits die Scheidung eingereicht hat. Nach einem erfolglosen Versuch, Linda für sich zurückzugewinnen, lädt Van Whitey ein, gemeinsam zu den Bermuda-Inseln zu segeln. Obwohl sich Whitey inzwischen in Van verliebt hat, sieht sie ein, dass Van und Linda zusammengehören. Whitey sucht Linda auf und macht ihr klar, dass eine Scheidung ein großer Fehler sei. Linda kehrt zu Van zurück und auch Whitey und Dave finden erneut zueinander.

## Hintergrund
Seine Sekretärin war der fünfte von sechs gemeinsamen Filmen von Clark Gable und Jean Harlow und markiert die vierte von insgesamt sieben gemeinsamen Produktionen von Gable und Myrna Loy. Harlow und Loy wiederum hatten ebenfalls 1936 für die Filmkomödie Lustige Sünder zusammengearbeitet.
Seine Sekretärin wurde am 28. Februar 1936 in den Vereinigten Staaten uraufgeführt. Am 22. Juli 1936 kam die Filmkomödie auch in die deutschen Kinos. Am 9. Oktober 1988 wurde sie erstmals im deutschen Fernsehen ausgestrahlt.

## Kritiken
„Gutmütige Gesellschaftskomödie mit Starbesetzung“, urteilte das Lexikon des internationalen Films. Es sei Jean Harlow, die hier „in einer Charakterrolle [glänzt], mit der die an sich belanglos-nette Geschichte Profil gewinnt“. Auch Cinema sah hier „Jean Harlow in einer ihrer besten Rollen“ und fand den Film schlicht „[w]underbar“. Der Filmkritiker Leonard Maltin sah in der Komödie ein „perfektes Beispiel für Hollywood-Glanz“, bei dem „schwacher Stoff“ von hochrangigen Stars überragt werde. Jean Harlow sei in ihrer Rolle „besonders gut“.

## Deutsche Fassung
Eine deutsche Synchronfassung entstand 1988 bei der Interopa Film in Berlin.
| Rolle                 | Darsteller       | Synchronsprecher    |
| --------------------- | ---------------- | ------------------- |
| Van Stanhope          | Clark Gable      | Norbert Langer      |
| Helen „Whitey“ Wilson | Jean Harlow      | Daniela Lohmeyer    |
| Linda Stanhope        | Myrna Loy        | Monika Barth        |
| Mimi Stanhope         | May Robson       | Tilly Lauenstein    |
| J.D. Underwood        | George Barbier   | Heinz Theo Branding |
| Dave                  | James Stewart    | Sigmar Solbach      |
| Joe                   | Hobart Cavanaugh | Wolfgang Ziffer     |
| Ned Trent             | Frederick Burton | Manfred Schuster    |
| Harry Williams        | Harold Minjir    | Gerd Holtenau       |
| Edna Wilson           | Margaret Irving  | Almut Eggert        |
| Mr. Bakewell          | Maurice Cass     | Otto Czarski        |